# Primera batalla de Limán
La Primera batalla de Limán fue la primera de un par de enfrentamientos militares durante la invasión rusa de Ucrania de 2022, como parte de la batalla del Dombás de la ofensiva más amplia del este de Ucrania en la ciudad ucraniana de Limán. La primera batalla comenzó el 23 de mayo y terminó el 27 de mayo de 2022. La segunda batalla comenzó el 10 de septiembre durante la contraofensiva ucraniana de Járkov. El 30 de septiembre, las fuerzas ucranianas habían cercado la ciudad y cortado la única carretera que quedaba para abastecer a las fuerzas de ocupación.

## Fondo
Un mes después de la invasión rusa, Rusia afirmó controlar el 93 % del Óblast de Lugansk, dejando a Severodonetsk y Lisichansk como reductos ucranianos estratégicamente importantes en el área. Los planes rusos para capturar Severodonetsk dependían de sus éxitos en las ciudades cercanas de Rubézhnoye al norte y Popasna al sur. Para el 6 de abril, las fuerzas rusas supuestamente habían capturado el 60% de Rubizhne, y proyectiles y cohetes caían en Sievierodonetsk en "intervalos regulares y sostenidos". Al día siguiente, las fuerzas de la 128 Brigada de Asalto de Montaña llevaron a cabo una ofensiva que, según los informes, alejó a las fuerzas rusas entre 6 y 10 kilómetros de la otra ciudad cercana de Kreminna. Según los informes, las fuerzas rusas tomaron Rubézhnoye y la ciudad cercana de Voevódivka el 12 de mayo de 2022.
Al sur de Limán, la batalla de los cruces del Donets ocurrió a mediados de mayo de 2022, con Ucrania repeliendo múltiples intentos rusos de cruzar el río. Las fuerzas rusas sufrieron entre 400 y 485 muertos y heridos durante los intentos.

## Batalla
Las fuerzas rusas intensificaron las operaciones ofensivas alrededor de Limán y lograron avances el 23 de mayo. Las fuerzas rusas lanzaron un asalto en la parte norte de Limán y tomaron al menos el control parcial de la ciudad. Las fuerzas rusas intensificaron además los ataques de artillería contra Avdíivka y aprovecharon su captura anterior de Novoselivka para avanzar sobre Avdíivka y obtener acceso por carretera hacia Sláviansk. Los rusos intensificaron sus ataques hacia el centro de la ciudad al día siguiente, iniciando peleas callejeras dentro de Limán. Con el apoyo de la artillería y la aviación, el 25 de mayo, las fuerzas rusas continuaron la ofensiva hacia el asentamiento de Limán, capturando alrededor del 70% del territorio de la ciudad. Las fuerzas ucranianas se retiraron a los asentamientos del sur de la ciudad, ofreciendo una feroz resistencia, mientras que algunos soldados se rindieron durante el asedio.
Después de realizar una evacuación final de civiles y dejar suministros para quienes decidieron quedarse, las últimas fuerzas ucranianas evacuaron Limán en la tarde del 26 de mayo, destruyendo el último puente que quedaba detrás de ellos. El asesor presidencial ucraniano, Oleksiy Arestóvych, dijo que la ciudad había sido capturada por las fuerzas rusas, una declaración confirmada por el Instituto para el Estudio de la Guerra.
Sin embargo, al día siguiente, el Ministerio de Defensa de Ucrania afirmó que la batalla por el control de la ciudad aún estaba en curso, afirmando que sus fuerzas continuaban controlando los distritos del suroeste y noreste, mientras que otros funcionarios ucranianos reconocieron que la mayor parte de Limán, incluida el centro urbano, estaba bajo control ruso. Además, el Reino Unido también evaluó que la mayor parte de la ciudad había quedado bajo control ruso el 27 de mayo. Tanto las fuerzas separatistas rusas del Dombás como el ejército ruso hicieron reclamos de victoria por separado el 27 y 28 de mayo. Temprano el 30 de mayo, el ejército ucraniano reconoció que las fuerzas rusas se habían consolidado en Limán y se estaban preparando para un ataque hacia Sláviansk.
Se informó que durante los combates, un batallón de la 79.ª Brigada de Asalto Aéreo de Ucrania sufrió más de 100 muertos, mientras que entre 200 y 300 soldados fueron capturados.